# Ядвіга Шмідт
Ядвіга Шмідт-Чернишова (8 вересня 1889, Лодзь, Польща — 2 квітня 1940, Ленінград)   — польсько-російська фізикиня. Проводила дослідження в галузі оптотехнологій, радіології, радіоактивності та електротехніки.

## Біографія
Ядвіга Шмідт народилася в 1889 році в Лодзі в сім'ї Річарда Шмідта. Спочатку вона здобула освіту в Варшаві, а в 1905 році почала навчання в Жіночому педагогічному інституті в Петербурзі. Після закінчення навчання працювала вчителькою фізики в Таганцевській жіночій гімназії в Санкт-Петербурзі. У той період Шмідт належала до групи фізиків, які регулярно організовували зустрічі, обговорювали питання розвитку науки фізики. Серед них були Пауль Еренфест, Абрам Йоффе, Дмитро Рождественський.
У 1911 році Ядвіга Шмідт поїхала на шестимісячне стажування в Сорбонну в Париж. Завдяки заступництву фізика Яна Казімєжа Даниша, оскільки Шмідт не мала ступеня бакалавра, вона змогла розпочати роботу в лабораторії Марії Склодовської-Кюрі. Там вона співпрацювала з фізикинями Еллен Гледич, Мей Сібіл Леслі та Євою Рамстедт.
Після повернення до Петербурга Шмідт знову працює вчителькою фізики. Тоді ж вона розпочала оптотехнічні дослідження під керівництвом професора Олександра Гришуна. У 1913–1914 роках навчалася в Манчестерському університеті, а також працювала в лабораторії Ернеста Резерфорда. Там проводила дослідження радіоактивності, на основі якого опублікувала дві статті у Філософському журналі. Її дослідження включали порівняння гамма-випромінювання, що випускається різними радіоактивними елементами, і його подальшого поглинання газами.
У 1915–1916 роках вона продовжила навчання в Петербурзькому державному університеті. Під час Першої світової війни опікувалася біженцями, дбала про їх побут, організовувала для них уроки польської мови в школі. Потім влаштувалася на роботу в щойно створений Петербурзький політехнічний університет.
У 1918 році в рамках організації цього університету Абрам Йоффе та його колеги заснували Рентгенівський і Радіологічний інститут. Йоффе багато років очолював цей інститут, який в 1960 році після його смерті був перейменований у Фізико-технічний інститут імені А. Йоффе.
Ядвіга Шмідт відіграла ключову роль в організації цього закладу. Вона організовувала заняття студентів у радіологічних лабораторіях, керувала їх дослідженнями, проводила заняття з радіоактивного випромінювання. У той же час вона зацікавилася питанням рентгенівського випромінювання і розробила монохроматичний фільтр, який використовується в методах медичної візуалізації з використанням рентгенівського випромінювання.
У 1923 році вона одружилася зі своїм колегою і заступником директора інституту Олександром Чернишовим, разом з ним почала займатися електротехнікою. Вони стали піонерами телевізійних технологій і отримали патент на осцилограф. Згодом Шмідт переклала низку наукових праць. У 1938 році чоловіку довелося переїхати до Москви, а Шмідт залишилася в Ленінграді, спілкуючись із ним листуванням.
Померла Ядвіга Шмідт 2 квітня 1940 року в Ленінграді.

## Виноски
1. 1 2 3 4 5 6 7 8 9  Jadwiga Schmidt – Piękniejsza Strona Nauki (pl-PL)
2. 1 2 3 4  10, M. Cieślak Golonka, J. Róziewicz, J. Starosta, K. G. Tokhadze, "Jadwiga Szmidt (1889–1940), a pioneer woman in nuclear and electrotechnical sciences"
3. 1 2 3 4  , Marilyn Bailey Ogilvie, Joy Dorothy Harvey, "The Biographical Dictionary of Women in Science: L-Z"
4. ↑  , Sabine Brombach, Bettina Wahrig, "LebensBilder: Leben und Subjektivität in neueren Ansätzen der Gender Studies"